# Víctor Ángel González
Pour les articles homonymes, voir González.
Víctor González (né le 8 juin 1987) est un athlète cubain, spécialiste du sprint.
Son meilleur temps sur 100 mètres plat est de 10 s 25 à Camagüey le 13 mars 2009.